# Lizjasz (regent)

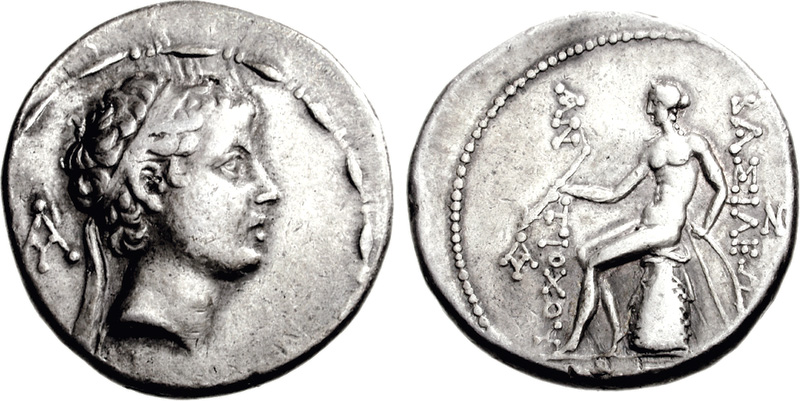
Tetradrachma Antiocha V z monogramem Lizjasza (ΛΥ) po lewej na obu stronach monety.

Lizjasz (gr. Λυσίας; Lysias, zm. 162 p.n.e.) – był dowódcą i zarządcą Syrii na służbie Seleukidów w II w. p.n.e. Sprawował regencję w imieniu Antiocha V, syna Antiocha IV.

## Opiekun i regent Antiocha V
Około 166 p.n.e. Antioch IV Epifanes powierzył Lizjaszowi jako zaufanemu dostojnikowi zarządzanie Celesyrią oraz opiekę nad jego synem, podczas gdy sam Antioch wyruszył osobiście do Persji, by zebrać podatki, które napływały w niezadowalającej wysokości oraz przeciwko Partom.
Według Józefa Flawiusza instrukcje dla Lizjasza nakazywały podbicie Judei, obrócenie w niewolę jej mieszkańców, całkowite zniszczenie Jerozolimy i wytracenie całego narodu. Stosownie do tego celu Lizjasz przeciwko Judzie Machabeuszowi uzbroił wielkie siły pod dowództwem Ptolemeusza syna Dorymenesa, Nikanora i Gorgiasza. Juda pobił dwa oddziały dowodzone przez Nikanora i Gorgiasza w pobliżu Emaus w 166 p.n.e., a w kolejnym roku starł się w nierozstrzygniętej bitwie z samym Lizjaszem pod Bet-Sur, po czym przystąpił do oczyszczenia świątyni.
W opisie wydarzeń powyższej kampanii występują znaczne różnice między relacjami 1 i 2 Księgi Machabejskiej, które uczonym nie jest łatwo wyjaśnić. Antioch zmarł w Babilonie w 164 p.n.e. w czasie swej perskiej wyprawy, a Lizjasz objął urząd regenta na czas małoletności królewskiego syna, który był jeszcze dzieckiem (miał wtedy 9 lat).
Lizjasz pokonał Filipa w 163 p.n.e., któremu na łożu śmierci Antioch IV powierzył opiekę nad małym Antiochem V. W rozgrywkach dynastycznych wśród Seleukidów był wspierany przez Rzym.
W 163 p.n.e. do Lizjasza wyprawił posłów Ariartes V król Kapadocji celem sprowadzenia szczątków siostry i matki, które zginęły z polecenia Lizjasza. Lizjasz zgodził się na przekazanie prochów, które po sprowadzeniu do Kapadocji zostały uroczyście pogrzebane i złożone obok grobu Ariaratesa IV ojca Ariaratesa.
Według Józefa Flawiusza Lizjasz miał doradzić Antiochowi V zabicie żydowskiego arcykapłana Oniasza, zwanego też Menelaosem, co miało przyczynić się do uspokojenia burzących się mieszkańców Judei.

## Upadek
W 162 p.n.e. w Laodycei w Syrii został zamordowany przewodniczący delegacji rzymskiej, były konsul (w 165 p.n.e.) Gnejusz Oktawiusz, który przybył z nakazem okaleczenia słoni bojowych z armii Seleukidów i zniszczenia floty morskiej. Wydarzenie to wpłynęło znacząco na utratę poparcia ze strony Rzymu oraz świadczyło o niepokojących nastrojach wśród poddanych. Lizjasz musiał natychmiast stawić się w Antiochii wraz z oddziałami, którymi dowodził w walce z Żydami. Pod koniec 162 p.n.e. pojawił się w Syrii jako pretendent do tronu Demetriusz, który zbiegł z Italii, gdzie przebywał jako zakładnik. Wkrótce niepopularny Lizjasz wpadł razem ze swym podopiecznym Antiochem w ręce Demetriusza, który kazał ich obu zgładzić.